# AEGON Pro Series Foxhills 2011
L'AEGON Pro Series Foxhills 2011 è stato un torneo professionistico di tennis femminile giocato sul cemento. È stata la 2ª edizione del torneo, che fa parte dell'ITF Women's Circuit nell'ambito dell'ITF Women's Circuit 2011. Si è giocato a Woking in Gran Bretagna dall'11 al 17 luglio 2011.

## Partecipanti

### Teste di serie
| Nazionalità | Giocatrice         | Ranking* | Testa di serie |
| ----------- | ------------------ | -------- | -------------- |
| Russia      | Vitalija D'jačenko | 162      | 1              |
| Regno Unito | Laura Robson       | 185      | 2              |
| Regno Unito | Naomi Broady       | 216      | 3              |
| Regno Unito | Emily Webley-Smith | 246      | 4              |
| Russia      | Marta Sirotkina    | 268      | 5              |
| Regno Unito | Melanie South      | 273      | 6              |
| Giappone    | Shiho Akita        | 283      | 7              |
| Finlandia   | Emma Laine         | 287      | 8              |

- Ranking al 4 luglio 2011.

### Altre partecipanti
Giocatrici che hanno ricevuto una wild card:
- Daneika Borthwick
- Laura Robson
- Ruth Seaborne
- Francesca Stephenson

Giocatrici che sono passate dalle qualificazioni:
- Nadia Abdala
- Amy Bowtell
- Lucy Brown
- Alenka Hubacek
- Samantha Murray
- Noel Scott
- Samantha Vickers
- Jade Windley

## Campionesse

### Singolare
Johanna Konta ha battuto in finale   Laura Robson, 6–4, 1–1, ritiro

### Doppio
Julie Coin /  Eva Hrdinová hanno battuto in finale  Emma Laine /  Melanie South, 6–1, 3–6, [10–8]